# Площа Героїв Гетто в Кракові
Площа героїв гетта (з бл. 1880 р. Малий ринок, 1917–1948 рр. площа Згоди) — площа в Кракові, в дільниці XIII Подгуже.
У 1941–1943 роках перебувала у кордонах Краківського гетто. Це було місце концентрації єврейського населення перед вивезенням до концентраційних таборів. У будинку під номером 18 була аптека «Під Орлом», якою керував Тадеуш Панкевич, єдиний неєврейський мешканець гетто.

## Історія

### Мала ринкова площа в Подгуже
Під іншими назвами площа функціонувала в межах міста Подґуже. Контур площі з'явився в першій половині XIX століття на кадастрових планах . На той час це була незабудована площа, обмежена дорогами, що вели до соляних складів (нині територія між вулицями: Львівською, Торговою та Північною). На площі була школа верхової їзди (Reitschule). Ймовірно, наприкінці 70-х років 19 ст. її було ліквідовано. 
З 80-х років XIX століття площа служила ринком, де спочатку торгували свинями, а згодом і великою рогатою худобою . У зв'язку з поступовим розширенням міста межі площі були врегульовані. Були зведені нові будинки, для яких використовувалася подвійна нумерація - номер перепису, який був номером власності в Подґужі, та орієнтовний номер, який вказував номер будівлі на самій площі. Вже тоді площу називали «Малим Ринком».
У той час на площі була цикорна фабрика (Малий ринок, 7, нині будівлі немає), заснована 1880 р. Якубом Крігером. Діяла до 1895 року. Ймовірно, в будинку № 15 (нині не існує) була колісна майстерня. Власником цієї будівлі був Собєслав Відерський, майстер Стельмаха . У 1891 році Гонората Жахровська відкрила першу крамницю на площі за адресою: Малий Ринок 18 (нині номер 17; самої будівлі не існує, її знесли у 2008 році). Інший магазин відкрив Майєр Апфельбаум у 1896 році під № 7 (будівля вже не існує). Згодом на площі працювали дві таверни (Малий Ринок, 9 – будівлі вже немає, та Малий Ринок,10 – нині стільки ж), м’ясна крамниця (Малий Ринок, 15 – будівлі вже немає), механічна майстерня та пральня (Малий Ринок, 13 – будівля зараз не існує) .
У листопаді 1909 року Юзеф Панькевич отримав дозвіл на відкриття аптеки на Малому Ринку, 20 (нині № 18) .
У зв’язку зі швидким зростанням населення в Підґужі все більше земель відводилося для будівництва житлових будинків. Власник такого будинку був зобов’язаний влаштувати тротуар перед своєю власністю по всій його довжині. Він мав бути шириною 1,5 метра (на вулиці Салінарній – 2 метри) і будуватися з «пруських пеньків» (блоків букового дерева). До 1908 року було завершено влаштування тротуарів уздовж всієї площі. Останнім був побудований відрізок від № 7 до тодішньої вулиці Вонської (тепер вул. Півна). Це стало можливим завдяки участі муніципальних коштів .
У 1913 р. відкрито ІІІ міст (тепер Міст Сілезьких повстанців  ), яким в 1915 році було офіційно оголошено про сполучення між Подґуже та Краковом. У 1917 році по ньому проведено трамвайну лінію до Ринку Подгурського .

### Площа Згоди

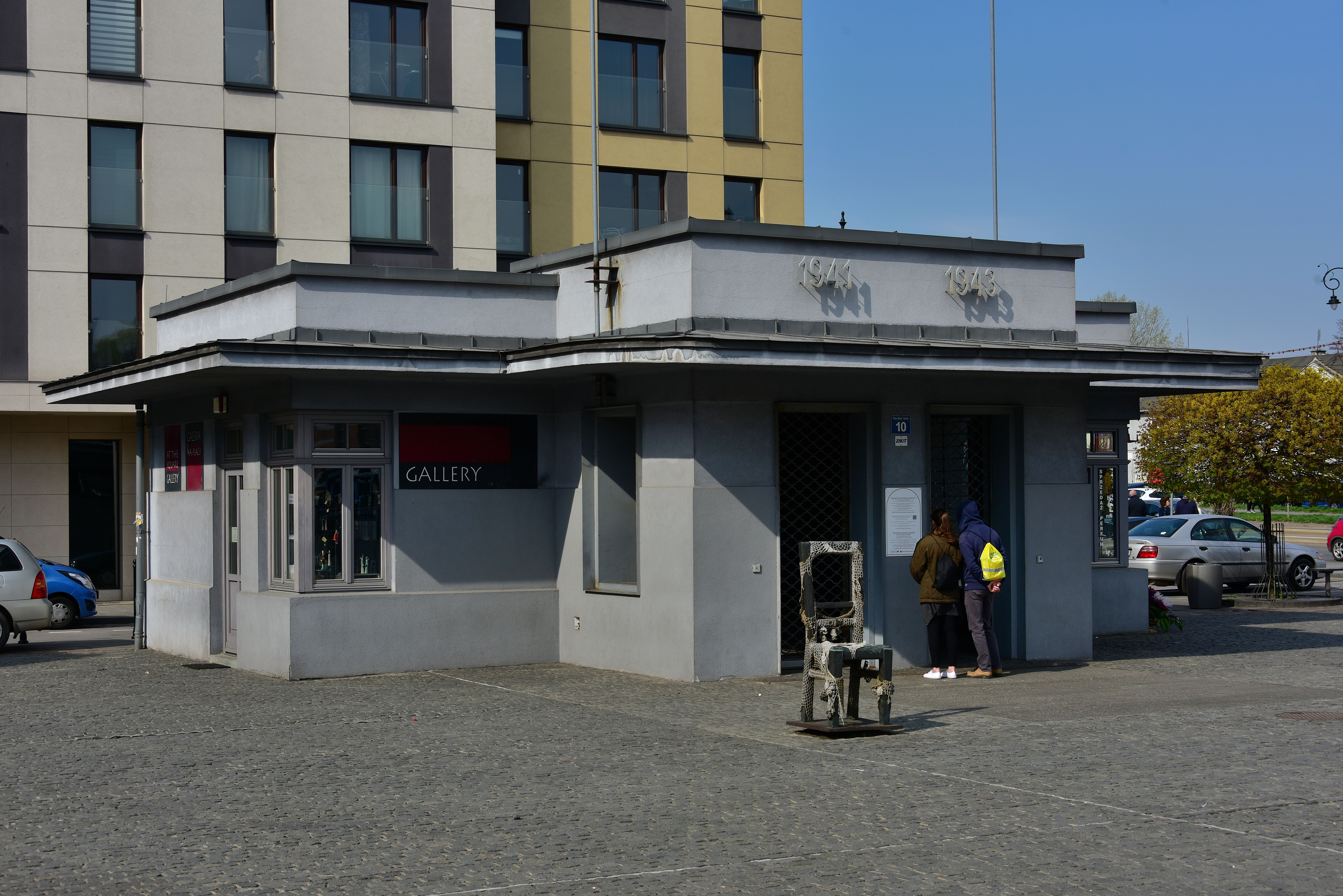
Будівля колишнього автовокзалу 1931 року. Над входом нанесено дати створення (1941) та ліквідації (1943) Краківського гетто.

З огляду на подвоєння назв ринків Кракова та Підґуже було прийнято рішення змінити назву площі. 16 січня 1917 року Краківська міська рада схвалила зміну назви, Мала ринкова площа в Подгуже отримала назву площа Згоди. Назва, ймовірно, відсилалп до угоди про злиття міст .
У наступні роки таверна під номером 10 зникла з панорами площі, а заклад під номером 9 змінив назву на «Бар "Згода». Також є новий бар під номером 13. У будинку під номером 10 відкрито новий м’ясний цех .

#### Автостанція "Карпати"
У 1930 р. рішенням міської ради на площі Згоди було збудовано станцію, яка обслуговувала автобусне сполучення Кракова з містами Підкарпаття . У 1930–1931 роках було зведено будівлю вокзалу за проектом Адольфа Сьодмака  . Сполученням керувало Польське туристичне товариство . Станція на площі Згоди була другою автобусною станцією в Кракові, поряд з тією, що існувала на пл. Св.Духа . Разом вони обслуговували близько мільйона пасажирів на рік  . Автобусний рух припинився в 1939 році у зв'язку з конфіскацією армією рухомого складу.
У цьому місці була також кінцева зупинка трамвайної лінії № 3, що сполучала Подґуже з Великими П’ясками .

#### Гетто

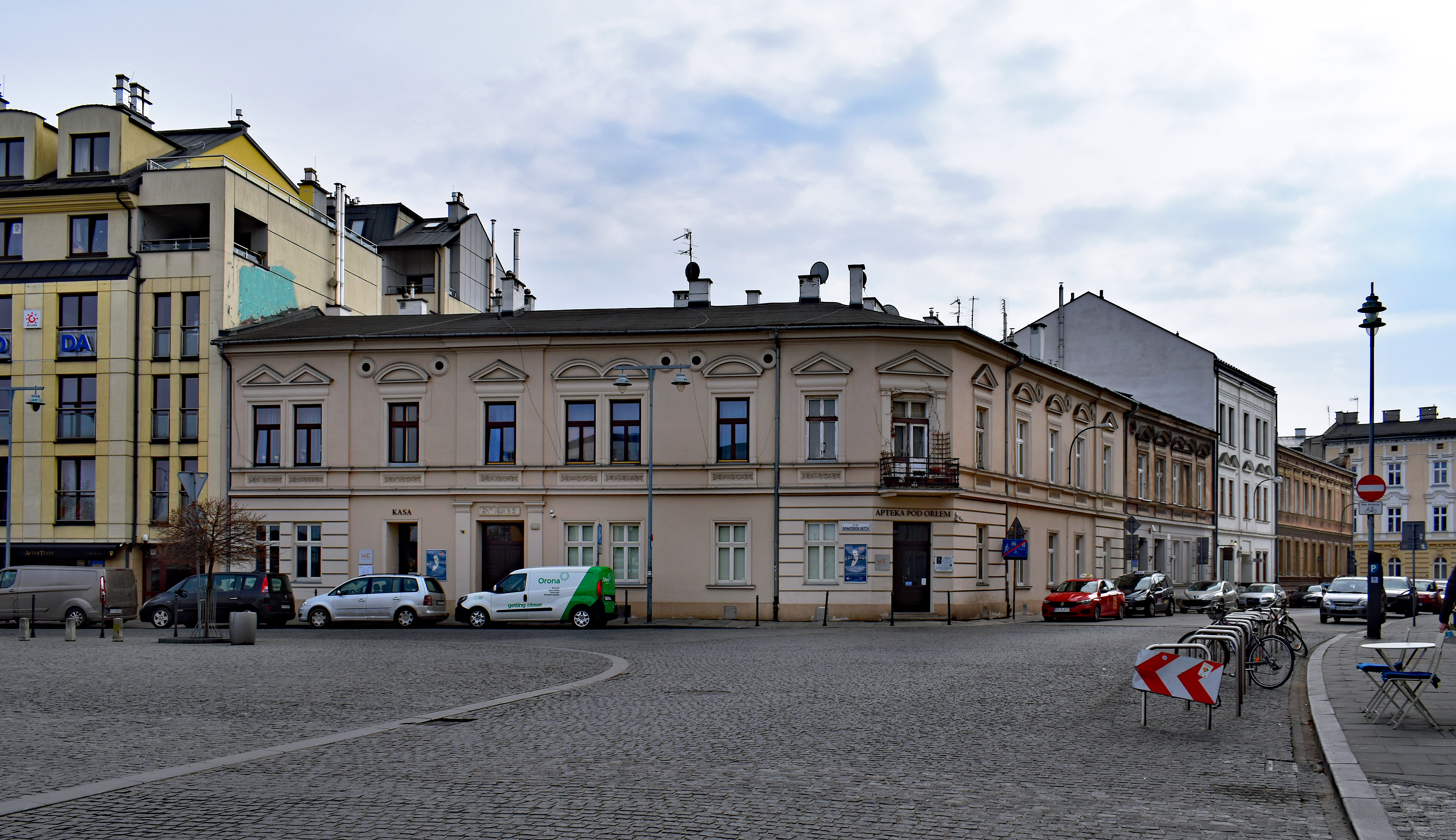
Аптека "Під Орлом"

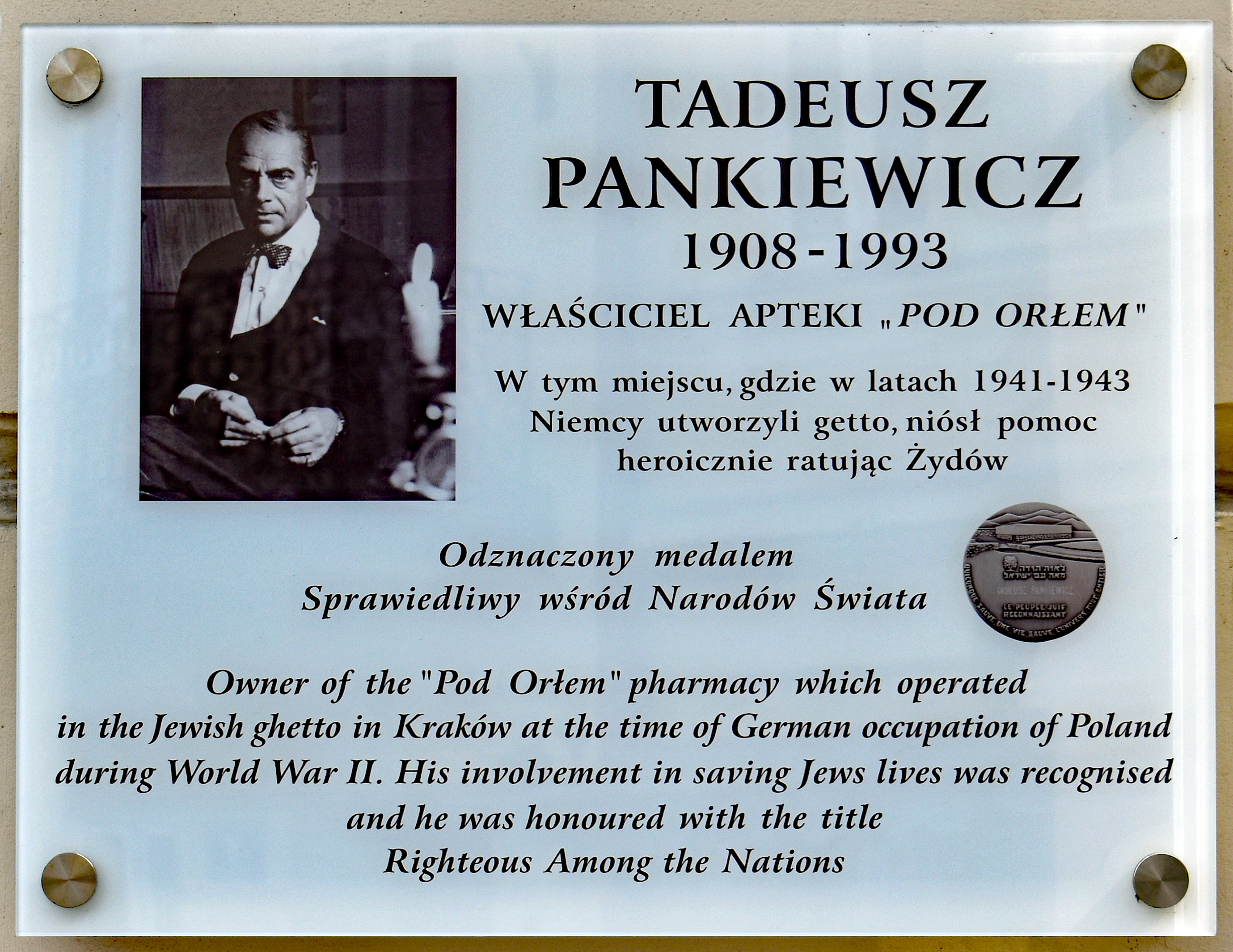
Дошка пам'яті Тадеуша Панкевича

Краківське гетто було створено 3 березня 1941 року за рішенням губернатора Краківського округу Оттона Вехтера, а сама площа стала його центральною точкою. Усі неєврейські жителі були переселені (за винятком Тадеуша Панкевича). У будівлі автовокзалу розміщувалася станція «Синьої поліції» . Поруч з нею була стіна гетто з завершеннями, схожим на мацеви . У мурі був розташований пішохідний перехід, а трохи далі в’їзд на вулицю Львівську (ворота IV). З боку з'їзду з мосту висіла дошка з написом німецькою та польською мовами "Єврейський житловий квартал. Транспортні засоби проїжджають без зупинки. Вхід, виїзд з єврейської житлової зони для єврейського, неєврейського населення тільки за перепустками  ".
Через центр площі проходила вулиця, що продовжувала вулицю Торгову до воріт гетто, поділяючи площу на два трикутники. Наразі русло цієї вулиці деталізовано відповідним укладанням бруківки. Площа була основним місцем концентрації населення до переселення. Людей збирали в західній частині площі; в центральній частині стояли вантажівки, на які вантажили награбоване майно. Сформовані колони потім проходили в напрямку вулиці Салінарної (сьогодні вулиця Львівська) .
Перший відбір у Краківському гетто відбувся на площі 4 червня 1942 року. Під час нього було розстріляно щонайменше 111 осіб  . На площі також відбувся останній відбір, проведений під час ліквідації гетто, 13 березня 1943 року. Трупи вбитих були поховані в братській могилі в таборі Плашув. Розбирання награбованого майна тривало до середини грудня 1943 року. Покинуті будинки заселяв німецький староста міста .
На розі з вул. Торговою була аптека "ПІд Орлом", якою керував Тадеуш Панькевич, єдиний поляк, якому німці дозволили жити в гетто .

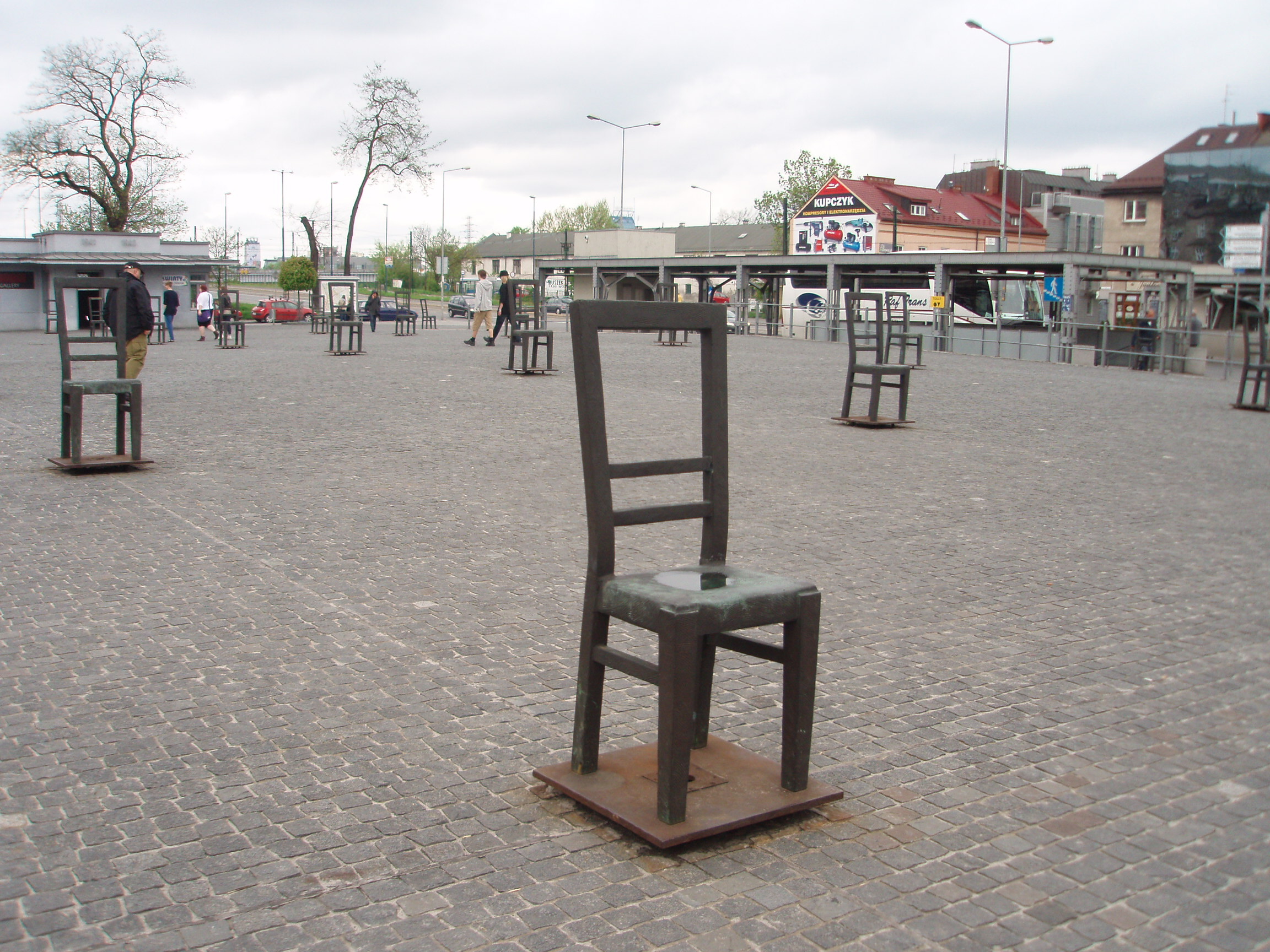
Пам'ятник, що складається з 70 стільців

### Реконструкція в 2005 р. та меморіал
Після завершення реконструкції на площі було відкрито пам'ятник краківському гетто та краківським євреям, що складається з 70 стільців   . Його творців, Пьотра Левіцького та Казімежа Латака, надихнув опис із книги Тадеуша Панькевича "Аптека в краківським гетто", у якій автор згадує техніку, винесену на площу під час акції спорожнення будинків за останніми мешканцями гетто  .   . У 2006 році меморіал отримав відзнаку на конкурсі "European Prize for Urban Public Space", а в 2011 році — золоту нагороду на конкурсі "Urban Quality Award 2011" .

## Дивись також
- Ринок Подгурський
- Мала ринкова площа в Кракові

## Виноски
1. 1 2  Jafiszow, Maja (2010). Plac Bohaterów Getta. Kraków: vis-à-vis/Etiuda. с. 10. ISBN 978-83-61516-49-1.
2. 1 2  Jafiszow, Maja (2010). Plac Bohaterów Getta. Kraków: vis-à-vis/Etiuda. с. 12. ISBN 978-83-61516-49-1.
3. 1 2  Jafiszow, Maja (2010). Plac Bohaterów Getta. Kraków: vis-à-vis/Etiuda. с. 15. ISBN 978-83-61516-49-1.
4. 1 2 3 4  Jafiszow, Maja (2010). Plac Bohaterów Getta. Kraków: vis-à-vis/Etiuda. с. 16. ISBN 978-83-61516-49-1.
5. ↑  Jafiszow, Maja (2010). Plac Bohaterów Getta. Kraków: vis-à-vis/Etiuda. с. 18. ISBN 978-83-61516-49-1.
6. 1 2  Jakubowski i in., Krzysztof (2010). Spacerownik krakowski. Warszawa: Agora. с. 173. ISBN 978-83-268-0254-6.
7. ↑  Jafiszow, Maja (2010). Plac Bohaterów Getta. Kraków: vis-à-vis/Etiuda. с. 22. ISBN 978-83-61516-49-1.
8. 1 2  Jafiszow, Maja (2010). Plac Bohaterów Getta. Kraków: vis-à-vis/Etiuda. с. 24. ISBN 978-83-61516-49-1.
9. ↑  Jafiszow, Maja (2010). Plac Bohaterów Getta. Kraków: vis-à-vis/Etiuda. с. 26. ISBN 978-83-61516-49-1.
10. 1 2 3  Krzesła na placu Bohaterów Getta już stoją. 20 listopada 2005.
11. ↑  Katarzyna, Bik (12 czerwca 2007). Krakowski trójkąt pamięci. wyborcza.pl.
12. ↑  Plac Bohaterów Getta. lewicki-latak.com.pl. Архів оригіналу за 31 березня 2017. Процитовано 20 березня 2023.
13. ↑  Nagrody i wyróżnienia. Архів оригіналу за 13 липня 2019. Процитовано 20 березня 2023.